# أريادنا جيل
أريادنا جيل (بالإسبانية: Ariadna Gil i Giner)‏، ممثلة إسبانية، ولدت في 23 يناير 1969 ببرشلونة في إسبانيا. من الجوائز التي نالتها جائزة جويا لأفضل ممثلة ‏ عن فيلم بيل إيبوكيه سنة 1993.

## أعمال

### أفلام
- (1992) بيل إيبوكيه[2]
- (1996) التحررية
- (2006) متاهة بان[3]
- (2009) الراقصة واللص

## جوائز
- جائزة جويا لأفضل ممثلة [الإنجليزية]‏، عن عمل: بيل إيبوكيه (1993)

## وصلات خارجية
- أريادنا جيل على موقع IMDb (الإنجليزية)
- أريادنا جيل على موقع ألو سيني (الفرنسية)
- أريادنا جيل على موقع أول موفي (الإنجليزية)
- أريادنا جيل على موقع قاعدة بيانات الأفلام السويدية (السويدية)
- أريادنا جيل على موقع قاعدة بيانات الفيلم (الإنجليزية)
- أريادنا جيل على موقع كينوبويسك (الروسية)